# Dialeurodes imperialis
Dialeurodes imperialis là một loài côn trùng cánh nửa trong họ Aleyrodidae, phân họ Aleyrodinae.
Dialeurodes imperialis được Bondar miêu tả khoa học đầu tiên năm 1923.